# 竇于偁
竇于偁（？—？），字進南，直隸合肥人，明朝政治人物。

## 生平
乙酉科應天鄉試舉人。萬曆二十年（1592年），登壬辰科第仕至二甲第一百二十一名進士，官至福建左布政。

## 家族
曾祖竇瓚；祖父竇永隆；父竇邁。